# Adele Live 2016
Adele Live 2016 es la tercera gira musical de la cantante y compositora británica Adele, para promocionar su tercer álbum de estudio, 25.
Se inició el 29 de febrero de 2016, en Belfast en el SSE Arena y continuó a lo largo de Europa antes de visitar América del Norte. Esta gira ha sido una de las mayores de la historia de la música y una de las muy pocas en vender el 100% de las entradas en tiempo récord (menos de un minuto desde su lanzamiento) algunas de las cuales llegando a superar los $1.000 en reventa. El tour concluyó el 29 de junio de 2017, en Londres, en el Wembley Stadium. La gira contó con un total de 121 espectáculos.
Debido a problemas en las cuerdas vocales de la cantante, los últimos 2 conciertos de la gira (1 y 2 de julio) fueron cancelados. Estos conciertos serían grabados en un DVD titulado "Adele Live 2017: The Finale".

## Antecedentes
Adele anunció las fechas de su gira el 26 de noviembre de 2015. La gira visitará Europa, Norteamérica y Oceanía.
Después de que salieran los boletos a la venta el 4 de diciembre, muchos locales informaron el agotamiento en las entradas, lo que tuvo como consecuencia agregar fechas adicionales en varias ciudades de la gira.
Las entradas se agotaron casi instantáneamente, como en Glasgow informes dicen que las 13 000 entradas para el lugar se vendieron en el plazo de dos minutos. Debido a la alta demanda, sobre recarga en la web, y colas de más de 50.000 personas.
El 14 de diciembre de 2015, Adele anunció la parte norteamericana de la gira. La etapa incluirá ocho noches en el Staples Center y seis en el Madison Square Garden.
Posteriormente, antes de terminar su gira en 2016, anunció la extensión de esta hasta 2017, anunciando las fechas en Australia y Nueva Zelanda, y el 23 de noviembre de 2016, anunció sus presentaciones en Londres.

## Lista de canciones
1. "Hello"
2. "Hometown Glory"
3. "One and Only"
4. "Rumour Has It"
5. "Water Under the Bridge"
6. "I Miss You"
7. "Skyfall"
8. "Million Years Ago"
9. "Don't You Remember"

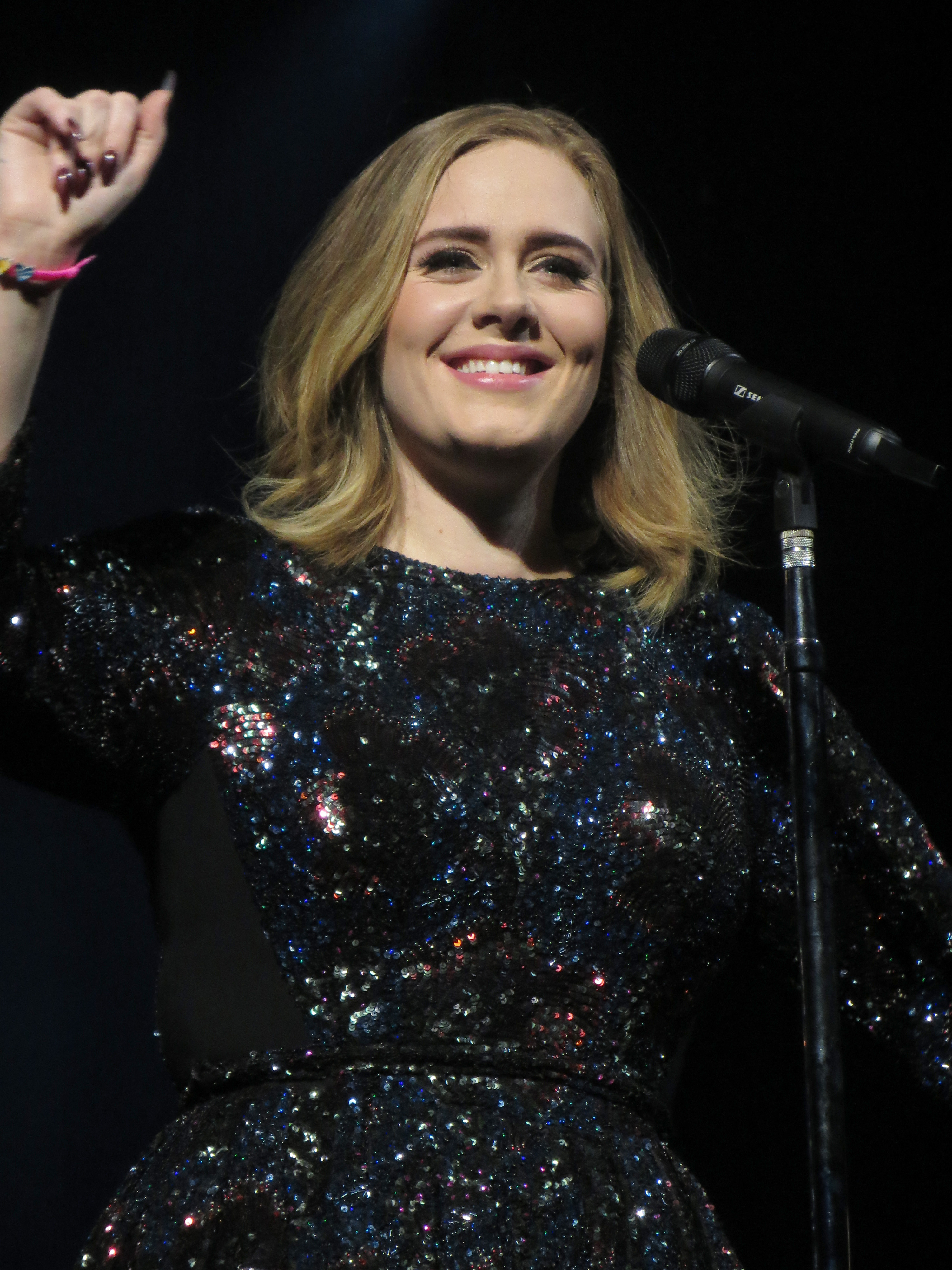
Adele durante su concierto en Glasgow, el 26 de marzo de 2016.

10. "Send My Love (To Your New Lover)"
11. "Make You Feel My Love"
12. "Sweetest Devotion"
13. "Chasing Pavements"
14. "Someone like You"Adele durante su concierto en Glasgow, el 26 de marzo de 2016.
15. "Set Fire to the Rain"

- Encore

1. "All I Ask"
2. "When We Were Young"
3. "Rolling in the Deep"

2017
1. "Hello"
2. "Hometown Glory"
3. "One and Only"
4. "I'll Be Waiting"
5. "Rumour Has It"
6. "Water Under the Bridge"
7. "I Miss You"
8. "Skyfall"
9. "Don't You Remember"
10. "Send My Love (To Your New Lover)"
11. "Make You Feel My Love"
12. "Sweetest Devotion"
13. "Chasing Pavements"
14. "Take It All"
15. "Set Fire to the Rain"

- Encore

1. "When We Were Young"
2. "Rolling in the Deep"
3. "Someone like You

| Glastonbury Festival |
| --- |
| 1. «Hello» 2. «Rumour Has It» 3. «I'll Be Waiting» 4. «One and Only» 5. «Water Under the Bridge» 6. «Skyfall» 7. «Hometown Glory» 8. «Don't You Remember» 9. «Send My Love (To Your New Lover)» 10. «River Lea» 11. «Rolling in the Deep» 12. «Make You Feel My Love» 13. «Set Fire to the Rain» - Encore 1. «When We Were Young» 2. «Someone like You» |

Notas:
1. Adele cantó "Love in the Dark" solamente en su primera actuación en Verona, el 28 de mayo de 2016.
2. "All I Ask" fue retirada de la gira para evitar daños en la voz de Adele debido a las altas notas de la canción.

## Fechas
| Fecha                    | Ciudad           | País           | Recinto                    | Entradas vendidas            | Recaudación  |
| Europa                   | Europa           | Europa         | Europa                     | Europa                       | Europa       |
| ------------------------ | ---------------- | -------------- | -------------------------- | ---------------------------- | ------------ |
| 29 de febrero de 2016    | Belfast          | Irlanda        | SSE Arena                  | 21,593 / 21,593              | $2,326,160   |
| 1 de marzo de 2016       | Belfast          | Irlanda        | SSE Arena                  | 21,593 / 21,593              | $2,326,160   |
| 4 de marzo de 2016       | Dublín           | Irlanda        | 3Arena                     | 25,290 / 25,290              | 2,617,060    |
| 5 de marzo de 2016       | Dublín           | Irlanda        | 3Arena                     | 25,290 / 25,290              | 2,617,060    |
| 7 de marzo de 2016       | Mánchester       | Reino Unido    | Manchester Arena           | 63,209 / 63,209              | $7,243,160   |
| 8 de marzo de 2016       | Mánchester       | Reino Unido    | Manchester Arena           | 63,209 / 63,209              | $7,243,160   |
| 10 de marzo de 2016      | Mánchester       | Reino Unido    | Manchester Arena           | 63,209 / 63,209              | $7,243,160   |
| 11 de marzo de 2016      | Mánchester       | Reino Unido    | Manchester Arena           | 63,209 / 63,209              | $7,243,160   |
| 15 de marzo de 2016      | Londres          | Reino Unido    | The O2 Arena               | 126,043 / 126,043            | $14,759,300  |
| 16 de marzo de 2016      | Londres          | Reino Unido    | The O2 Arena               | 126,043 / 126,043            | $14,759,300  |
| 18 de marzo de 2016      | Londres          | Reino Unido    | The O2 Arena               | 126,043 / 126,043            | $14,759,300  |
| 19 de marzo de 2016      | Londres          | Reino Unido    | The O2 Arena               | 126,043 / 126,043            | $14,759,300  |
| 21 de marzo de 2016      | Londres          | Reino Unido    | The O2 Arena               | 126,043 / 126,043            | $14,759,300  |
| 22 de marzo de 2016      | Londres          | Reino Unido    | The O2 Arena               | 126,043 / 126,043            | $14,759,300  |
| 25 de marzo de 2016      | Glasgow          | Reino Unido    | The SSE Hydro              | 22,292 / 22,292              | $2,410,390   |
| 26 de marzo de 2016      | Glasgow          | Reino Unido    | The SSE Hydro              | 22,292 / 22,292              | $2,410,390   |
| 29 de marzo de 2016      | Birmingham       | Reino Unido    | Genting Arena              | 52,562 / 52,562              | $6,426,580   |
| 30 de marzo de 2016      | Birmingham       | Reino Unido    | Genting Arena              | 52,562 / 52,562              | $6,426,580   |
| 1 de abril de 2016       | Birmingham       | Reino Unido    | Genting Arena              | 52,562 / 52,562              | $6,426,580   |
| 2 de abril de 2016       | Birmingham       | Reino Unido    | Genting Arena              | 52,562 / 52,562              | $6,426,580   |
| 4 de abril de 2016       | Londres          | Reino Unido    | The O2 Arena               | —                            | —            |
| 5 de abril de 2016       | Londres          | Reino Unido    | The O2 Arena               | —                            | —            |
| 29 de abril de 2016      | Estocolmo        | Suecia         | Tele2 Arena                | 30,772 / 30,772              | $2,406,130   |
| 1 de mayo de 2016        | Oslo             | Noruega        | Telenor Arena              | 21,005 / 21,005              | $1,785,430   |
| 3 de mayo de 2016        | Copenhague       | Dinamarca      | Forum Copenhagen           | 9,907 / 9,907                | $1,146,490   |
| 4 de mayo de 2016        | Herning          | Dinamarca      | Jyske Bank Boxen           | 12,123 / 12,123              | $1,430,260   |
| 7 de mayo de 2016        | Berlín           | Alemania       | Mercedes-Benz Arena        | 23,798 / 23,798              | $2,319,340   |
| 8 de mayo de 2016        | Berlín           | Alemania       | Mercedes-Benz Arena        | 23,798 / 23,798              | $2,319,340   |
| 10 de mayo de 2016       | Hamburgo         | Alemania       | Barclaycard Arena          | 23,267 / 23,267              | $2,343,370   |
| 11 de mayo de 2016       | Hamburgo         | Alemania       | Barclaycard Arena          | 23,267 / 23,267              | $2,343,370   |
| 14 de mayo de 2016       | Colonia          | Alemania       | Lanxess Arena              | 29,119 / 29,119              | $2,734,650   |
| 15 de mayo de 2016       | Colonia          | Alemania       | Lanxess Arena              | 29,119 / 29,119              | $2,734,650   |
| 17 de mayo de 2016       | Zúrich           | Suiza          | Hallenstadion              | 26,480 / 26,480              | $2,730,090   |
| 18 de mayo de 2016       | Zúrich           | Suiza          | Hallenstadion              | 26,480 / 26,480              | $2,730,090   |
| 21 de mayo de 2016       | Lisboa           | Portugal       | MEO Arena                  | 36,081 / 36,081              | $2,692,990   |
| 22 de mayo de 2016       | Lisboa           | Portugal       | MEO Arena                  | 36,081 / 36,081              | $2,692,990   |
| 24 de mayo de 2016       | Barcelona        | España         | Palau Sant Jordi           | 31,075 / 31,075              | $2,858,760   |
| 25 de mayo de 2016       | Barcelona        | España         | Palau Sant Jordi           | 31,075 / 31,075              | $2,858,760   |
| 28 de mayo de 2016       | Verona           | Italia         | Arena de Verona            | 25,512 / 25,512              | $2,008,990   |
| 29 de mayo de 2016       | Verona           | Italia         | Arena de Verona            | 25,512 / 25,512              | $2,008,990   |
| 1 de junio de 2016       | Ámsterdam        | Países Bajos   | Ziggo Dome                 | 51,777 / 51,777              | $4,810,120   |
| 3 de junio de 2016       | Ámsterdam        | Países Bajos   | Ziggo Dome                 | 51,777 / 51,777              | $4,810,120   |
| 4 de junio de 2016       | Ámsterdam        | Países Bajos   | Ziggo Dome                 | 51,777 / 51,777              | $4,810,120   |
| 6 de junio de 2016       | Ámsterdam        | Países Bajos   | Ziggo Dome                 | 51,777 / 51,777              | $4,810,120   |
| 9 de junio de 2016       | París            | Francia        | Bercy Arena                | 26,113 / 26,113              | $2,798,970   |
| 10 de junio de 2016      | París            | Francia        | Bercy Arena                | 26,113 / 26,113              | $2,798,970   |
| 12 de junio de 2016      | Amberes          | Bélgica        | Sportpaleis                | 52,130 / 52,130              | $5,713,100   |
| 13 de junio de 2016      | Amberes          | Bélgica        | Sportpaleis                | 52,130 / 52,130              | $5,713,100   |
| 15 de junio de 2016      | Amberes          | Bélgica        | Sportpaleis                | 52,130 / 52,130              | $5,713,100   |
| Norteamérica             |                  |                |                            |                              |              |
| 5 de julio de 2016       | Saint Paul       | Estados Unidos | Xcel Energy Center         | 30,685 / 30,685              | $3,376,247   |
| 6 de julio de 2016       | Saint Paul       | Estados Unidos | Xcel Energy Center         | 30,685 / 30,685              | $3,376,247   |
| 10 de julio de 2016      | Chicago          | Estados Unidos | United Center              | 46,635 / 46,635              | $5,074,208   |
| 11 de julio de 2016      | Chicago          | Estados Unidos | United Center              | 46,635 / 46,635              | $5,074,208   |
| 13 de julio de 2016      | Chicago          | Estados Unidos | United Center              | 46,635 / 46,635              | $5,074,208   |
| 16 de julio de 2016      | Denver           | Estados Unidos | Pepsi Center               | 27,313 / 27,313              | $2,999,334   |
| 17 de julio de 2016      | Denver           | Estados Unidos | Pepsi Center               | 27,313 / 27,313              | $2,999,334   |
| 20 de julio de 2016      | Vancouver        | Canadá         | Rogers Arena               | 28,959 / 28,959              | $3,238,209   |
| 21 de julio de 2016      | Vancouver        | Canadá         | Rogers Arena               | 28,959 / 28,959              | $3,238,209   |
| 25 de julio de 2016      | Seattle          | Estados Unidos | KeyArena                   | 25,003 / 25,003              | $2,890,817   |
| 26 de julio de 2016      | Seattle          | Estados Unidos | KeyArena                   | 25,003 / 25,003              | $2,890,817   |
| 30 de julio de 2016      | San José         | Estados Unidos | SAP Center                 | 28,002 / 28,002              | $3,224,583   |
| 31 de julio de 2016      | San José         | Estados Unidos | SAP Center                 | 28,002 / 28,002              | $3,224,583   |
| 2 de agosto de 2016      | Oakland          | Estados Unidos | Oracle Arena               | 14,577 / 14,577              | $1,722,672   |
| 5 de agosto de 2016      | Los Ángeles      | Estados Unidos | Crypto.com Arena           | 118,149 / 118,149            | $13,821,741  |
| 6 de agosto de 2016      | Los Ángeles      | Estados Unidos | Crypto.com Arena           | 118,149 / 118,149            | $13,821,741  |
| 9 de agosto de 2016      | Los Ángeles      | Estados Unidos | Crypto.com Arena           | 118,149 / 118,149            | $13,821,741  |
| 10 de agosto de 2016     | Los Ángeles      | Estados Unidos | Crypto.com Arena           | 118,149 / 118,149            | $13,821,741  |
| 12 de agosto de 2016     | Los Ángeles      | Estados Unidos | Crypto.com Arena           | 118,149 / 118,149            | $13,821,741  |
| 13 de agosto de 2016     | Los Ángeles      | Estados Unidos | Crypto.com Arena           | 118,149 / 118,149            | $13,821,741  |
| 16 de agosto de 2016     | Phoenix          | Estados Unidos | Talking Stick Resort Arena | 14,166 / 14,166              | $1,573,459   |
| 20 de agosto de 2016     | Los Ángeles      | Estados Unidos | Crypto.com Arena           | —                            | —            |
| 21 de agosto de 2016     | Los Ángeles      | Estados Unidos | Crypto.com Arena           | —                            | —            |
| 6 de septiembre de 2016  | Auburn Hills     | Estados Unidos | The Palace of Auburn Hills | 28,812 / 28,812              | $3,007,199   |
| 7 de septiembre de 2016  | Auburn Hills     | Estados Unidos | The Palace of Auburn Hills | 28,812 / 28,812              | $3,007,199   |
| 9 de septiembre de 2016  | Filadelfia       | Estados Unidos | Wells Fargo Center         | 31,251 / 31,251              | $3,698,133   |
| 10 de septiembre de 2016 | Filadelfia       | Estados Unidos | Wells Fargo Center         | 31,251 / 31,251              | $3,698,133   |
| 14 de septiembre de 2016 | Boston           | Estados Unidos | TD Garden                  | 27,183 / 27,183              | $3,022,975   |
| 15 de septiembre de 2016 | Boston           | Estados Unidos | TD Garden                  | 27,183 / 27,183              | $3,022,975   |
| 19 de septiembre de 2016 | Nueva York       | Estados Unidos | Madison Square Garden      | 86,652 / 86,652              | $9,829,597   |
| 20 de septiembre de 2016 | Nueva York       | Estados Unidos | Madison Square Garden      | 86,652 / 86,652              | $9,829,597   |
| 22 de septiembre de 2016 | Nueva York       | Estados Unidos | Madison Square Garden      | 86,652 / 86,652              | $9,829,597   |
| 23 de septiembre de 2016 | Nueva York       | Estados Unidos | Madison Square Garden      | 86,652 / 86,652              | $9,829,597   |
| 25 de septiembre de 2016 | Nueva York       | Estados Unidos | Madison Square Garden      | 86,652 / 86,652              | $9,829,597   |
| 26 de septiembre de 2016 | Nueva York       | Estados Unidos | Madison Square Garden      | 86,652 / 86,652              | $9,829,597   |
| 30 de septiembre de 2016 | Montreal         | Canadá         | Centre Bell                | 32,155 / 32,155              | $3,370,793   |
| 1 de octubre de 2016     | Montreal         | Canadá         | Centre Bell                | 32,155 / 32,155              | $3,370,793   |
| 3 de octubre de 2016     | Toronto          | Canadá         | Air Canada Centre          | 62,653 / 62,653              | $6,749,131   |
| 4 de octubre de 2016     | Toronto          | Canadá         | Air Canada Centre          | 62,653 / 62,653              | $6,749,131   |
| 6 de octubre de 2016     | Toronto          | Canadá         | Air Canada Centre          | 62,653 / 62,653              | $6,749,131   |
| 7 de octubre de 2016     | Toronto          | Canadá         | Air Canada Centre          | 62,653 / 62,653              | $6,749,131   |
| 10 de octubre de 2016    | Washington D. C. | Estados Unidos | Verizon Center             | 29,043 / 29,043              | $3,279,706   |
| 11 de octubre de 2016    | Washington D. C. | Estados Unidos | Verizon Center             | 29,043 / 29,043              | $3,279,706   |
| 15 de octubre de 2016    | Nashville        | Estados Unidos | Bridgestone Arena          | 26,434 / 26,434              | $2,828,954   |
| 16 de octubre de 2016    | Nashville        | Estados Unidos | Bridgestone Arena          | 26,434 / 26,434              | $2,828,954   |
| 25 de octubre de 2016    | Miami            | Estados Unidos | American Airlines Arena    | 27,906 / 27,906              | $3,199,011   |
| 26 de octubre de 2016    | Miami            | Estados Unidos | American Airlines Arena    | 27,906 / 27,906              | $3,199,011   |
| 28 de octubre de 2016    | Atlanta          | Estados Unidos | Philips Arena              | 26,507 / 26,507              | $2,924,777   |
| 29 de octubre de 2016    | Atlanta          | Estados Unidos | Philips Arena              | 26,507 / 26,507              | $2,924,777   |
| 1 de noviembre de 2016   | Dallas           | Estados Unidos | American Airlines Center   | 27,823 / 27,823              | $3,143,958   |
| 2 de noviembre de 2016   | Dallas           | Estados Unidos | American Airlines Center   | 27,823 / 27,823              | $3,143,958   |
| 4 de noviembre de 2016   | Austin           | Estados Unidos | Frank Erwin Center         | 25,267 / 25,267              | $2,725,292   |
| 5 de noviembre de 2016   | Austin           | Estados Unidos | Frank Erwin Center         | 25,267 / 25,267              | $2,725,292   |
| 8 de noviembre de 2016   | Houston          | Estados Unidos | Toyota Center              | 25,577 / 25,577              | $3,032,246   |
| 9 de noviembre de 2016   | Houston          | Estados Unidos | Toyota Center              | 25,577 / 25,577              | $3,032,246   |
| 14 de noviembre de 2016  | Ciudad de México | México         | Palacio de los Deportes    | 34,585 / 34,585              | $3,259,064   |
| 15 de noviembre de 2016  | Ciudad de México | México         | Palacio de los Deportes    | 34,585 / 34,585              | $3,259,064   |
| 21 de noviembre de 2016  | Phoenix          | Estados Unidos | Talking Stick Resort Arena | 14,154 / 14,154              | $1,445,379   |
| Oceanía                  |                  |                |                            |                              |              |
| 28 de febrero de 2017    | Perth            | Australia      | Domain Stadium             |                              |              |
| 4 de marzo de 2017       | Brisbane         | Australia      | The Gabba                  |                              |              |
| 5 de marzo de 2017       | Brisbane         | Australia      | The Gabba                  |                              |              |
| 10 de marzo de 2017      | Sídney           | Australia      | ANZ Stadium                |                              |              |
| 11 de marzo de 2017      | Sídney           | Australia      | ANZ Stadium                |                              |              |
| 13 de marzo de 2017      | Adelaida         | Australia      | Adelaide Oval              |                              |              |
| 18 de marzo de 2017      | Melbourne        | Australia      | Etihad Stadium             |                              |              |
| 19 de marzo de 2017      | Melbourne        | Australia      | Etihad Stadium             |                              |              |
| 23 de marzo de 2017      | Auckland         | Nueva Zelanda  | Mt Smart Stadium           |                              |              |
| 25 de marzo de 2017      | Auckland         | Nueva Zelanda  | Mt Smart Stadium           |                              |              |
| 26 de marzo de 2017      | Auckland         | Nueva Zelanda  | Mt Smart Stadium           |                              |              |
| Gran Bretaña             |                  |                |                            |                              |              |
| 28 de junio de 2017      | Londres          | Reino Unido    | Estadio de Wembley         | 202.000 / 202.000            | 22.227.900   |
| 29 de junio de 2017      | Londres          | Reino Unido    | Estadio de Wembley         | 202.000 / 202.000            | 22.227.900   |
| Total                    | Total            | Total          | Total                      | 1,548,639 / 1,548,639 (100%) | $166,978,825 |

### Conciertos cancelados
| Fecha              | Ciudad  | País        | Lugar              | Motivo                          |
| ------------------ | ------- | ----------- | ------------------ | ------------------------------- |
| 1 de julio de 2017 | Londres | Reino Unido | Estadio de Wembley | Problema en las cuerdas vocales |
| 2 de julio de 2017 | Londres | Reino Unido | Estadio de Wembley | Problema en las cuerdas vocales |